# Unión Obrera de la Construcción de la República Argentina
La Unión Obrera de la Construcción de la República Argentina (UOCRA) es el sindicato que agrupa a los obreros de la industria de la construcción en la República Argentina. Es uno de los sindicatos con más afiliados de la República Argentina, cifra que ronda más de medio millón de inscritos. A sus filas pertenecieron Rogelio Coria y Rogelio Papagno, quienes se desempeñaron como Secretarios Generales.

## Historia
La UOCRA fue creada en 1944, dentro de la Confederación General del Trabajo (CGT). A partir de entonces, agrupó diversos oficios relacionados con la industria de la construcción que se habían mantenido separados: pintores, albañiles, yeseros, parqueteros, marmolistas, escultores, modeladores, carpinteros, aserradores, colocadores de mosaicos, colocadores de vidrios, electricistas, calefaccionistas, picapedreros, entre otros.

## Organizaciones asociadas
La UOCRA cuenta con una red social que incluye: la Fundación UOCRA, ONG educativa que promueve la formación de los trabajadores y sus familias; una obra social, Construir Salud (Obra Social del Personal de la Construcción, OSPECON); UOCRA Mujeres; Salud y Seguridad en el Trabajo (SST), UOCRA Consumos Problemáticos, la Fundación Construir Futuro, ONG que trabaja para prevenir la explotación infantil; UOCRA Cultura, programa que brinda espectáculos culturales gratuitos; el Instituto de Vivienda de los Trabajadores (IVT); la Asociación Civil Mano de Obra en Red Solidaria (AMORES), ONG para la reinserción social; la editorial Aulas y Andamios; el canal de televisión Construir TV de contenido social y relacionado con las temáticas del trabajo. 
El gremio está afiliado a la Internacional de Trabajadores de la Construcción y la Madera (ICM), y también participa en diferentes organismos internacionales, entre ellos:
- Organización Internacional del Trabajo (OIT): Es miembro titular del Consejo de Administración por el Grupo de los Trabajadores electo para el periodo 2014-2017,[1] e integra las comisiones de Libertad Sindical, Programa y Presupuesto, Multinacionales, Actividades Sectoriales, Políticas Económicas y Sociales, Centro de Turín, y Cooperación Técnica.[2]
- Foro Consultivo Económico-Social del MERCOSUR (FCES): Es Coordinador Nacional para la Argentina.[2]